# ボディデザイン
ボディデザイン
1. 乗り物の車体デザイン/エクステリアデザイン|ウィキペディア内を「ボディデザイン」で検索
2. 人体の自分の理想の体躯にしていくこと。本稿で述べる。

ボディデザイン（Body Design）とは、自分の体を自分自身がなりたいと思った体にデザインしていく（作りこむ）こと。ただ単にやせる（痩身）、シェイプアップすることを指す言葉ではない。
無理なダイエットや筋肉トレーニングのみで行うのではなく、栄養管理も含めて運動、美容などによって、筋骨隆々といった不自然な体ではなく、自然で美しい体を造る。日本では、1991年大阪・梅田で始まったボディデザインプログラム・TUオリジナル リズミックボクシングの開発者である、ボディデザイナーTU（TAKASHI UCHINO／本名：内野隆司）が提唱したのが始まり。
食事制限、マシンまたは自重などを使い筋肉に負荷をかけ体を鍛えるトレーニング等を行い、身体をデザインしていくこと。

## ウエイトトレーニングの原則

### 漸進性過負荷の原則
10kgのダンベルを連続して最大10回上げ下げできる人が12kgのダンベルで継続的にトレーニングをしていると、やがて10kgを10回を超えて上げ下げできるようになる。また、筋量や筋力を発達させ続けるためには一定期間ごとに扱う重さを漸増させる必要がある

### 継続性の原則
トレーニングは継続しなければ効果がない。トレーニングを辞めてしまうと筋肉は次第に衰える。基本的には筋肉が付くのと同じくらいのペースで落ちると言われている。ただし、長年に亘って継続してトレーニングを続けていた場合はその限りではない。

### 特異性の原則
筋肉は、その動きの早さや動かした角度、力発揮の仕方など実際にトレーニングした様式に合わせて特異的に成長する。

### 個別性の原則
人それぞれ個性があり、ある人には効果があるトレーニングでも他の人にも効果があるとは限らない。一人ひとり、個性に合ったプログラムを選択する必要がある。

### 意識性の原則
トレーニング効果を高めるには、筋肉に対してどういう風に動いて欲しいかをイメージする事が重要。

### 筋肉の記憶力
例えば、元々50kgしかベンチプレスできない人間が、100kgベンチプレスできるようになるには、普通、年単位のトレーニングが必要であるが、一旦100kgベンチプレスできるまで鍛えた人間がトレーニングを出来ない事情により衰えて50kgしかベンチプレスできなくなったとしても、100kgベンチプレスできるまで回復するのにそれほど時間はかからない。たいていの場合2〜3ヶ月のトレーニングで最大筋量に近い力を取り戻すことが出来る。

## ウエイトトレーニングのテクニック

### 糖質制限法
糖質をカットして、脂肪になる糖質をとらない食事方法。
血糖値が急上昇すると、血中の糖は筋肉内に運ばれます。筋肉内に運ばれた糖は、私たちの運動エネルギーになります。しかし糖がたくさん筋肉内に運ばれると、エネルギーが消費しきれず、余ることがあります。余った糖はどうなるかというと、脂肪に変換されます。
糖質制限中は変換効率の悪さにより、最大で倍程度まで消費カロリーが増えますので、同じ運動量でも体脂肪を遥かに多く消費します。

### フォースドレップ法
最後のセットで行う。通常のセットを自力での限界までこなしたあと、インターバルを入れずに1〜2回、補助者の力を借りてウエイトを上げ、自分の力のみで下ろす。補助者はトレーニーがウエイトを上げられるようにするための最低限の力だけを加える。補助に入るタイミングが重要で、補助に入るための合図などを決めておくとよい。ベント・オーバー・ローイングやデッドリフトなど補助の難しい種目には適していない。それらの種目では他のテクニックを用いるようにする。

### パーシャルレップ法
最後のセットで行う。通常のセットを行い、最後のセットで全可動範囲での動作が続けられなくなったら、インターバルを入れずに動かせる範囲だけさらに数回を行う。例えばサイド・レイズの場合、最後までウエイトを上げられなくなったところから可動範囲の3分の1、2分の1など出来る限り大きな範囲で回数を重ねていく。動かせる範囲は徐々に小さくなり、やがて全く動かせなくなる。

### レストポーズ法
最後のセットで行う。通常のセットを行い最後のセットを限界まで行ったあと一旦ウエイトを置き、5〜6秒間または10秒間のインターバルを置いてすぐにまた回数を重ねていく。

### ディセンディングセット法
最後のセットで行う。通常のセットを限界まで行ったあと、インターバルを入れずに60〜70%くらいの重さでさらに限界まで行う。

### 筋優先法
特に発達させたい部位からトレーニングする方法。その部位については全く疲れのないフレッシュな状態で鍛えられるため、力を発揮しやすく効果が上がりやすい。